# Salvador
Pour les articles homonymes, voir Salvador (homonymie).
République du Salvador
(es) República de El Salvador
Le Salvador ou El Salvador, en forme longue la république du Salvador ou république d'El Salvador (en espagnol : El Salvador et República de El Salvador, respectivement), est le plus petit pays d'Amérique centrale, avec une superficie totale de 21 041 km2, pour une population estimée à 6 328 196 habitants en 2014, ce faisant le pays du continent américain avec la densité de population la plus élevée (plus de 300 habitants au km2). De climat tropical, le pays est délimité à l'ouest par le Guatemala, au nord-est par le Honduras, et au sud par l'océan Pacifique qui est sa seule façade maritime (cas unique parmi les États continentaux d'Amérique centrale). Administrativement, le Salvador est divisé en 14 départements puis en municipalités. San Salvador en est la capitale et sa plus grande ville, loin devant Santa Ana et San Miguel, qui en sont les autres villes les plus importantes.
Les Pipils et les Lencas peuplent le territoire de ce qui est aujourd'hui nommé le Salvador depuis quelques siècles à l'arrivée des conquistadors espagnols vers 1525. Ces derniers sont confrontés à la résistance des peuples déjà présents et ne réussissent à s'établir sur le territoire définitivement que vers 1540. La conquête espagnole marque alors le début du développement du métissage, de l'évangélisation des peuples indigènes, de l'apprentissage de la langue castillane et de l'arrivée d'esclaves africains. Le Salvador déclare officiellement son indépendance en 1823 par la création des Provinces-Unies d'Amérique centrale, un État fédéral, qui deviendra finalement la République du Salvador en 1839. La politique du pays au cours du XXe siècle est marquée par un autoritarisme et la création de guérillas qui mèneront à une guerre civile faisant plus de 100 000 morts entre 1980 et 1992.
Après la guerre civile, le pays demeure concerné par une forte criminalité jusqu'aux années 2020 et une économie affaiblie, qui repose essentiellement sur les services, les communications, l'industrie manufacturière et la production de café. La culture du pays repose sur un métissage entre les cultures préhispaniques et les coutumes espagnoles. Le catholicisme et le protestantisme sont les religions dominantes du pays avec une proportion d'adhérents de 48 et 33 %, respectivement.

## Toponymie

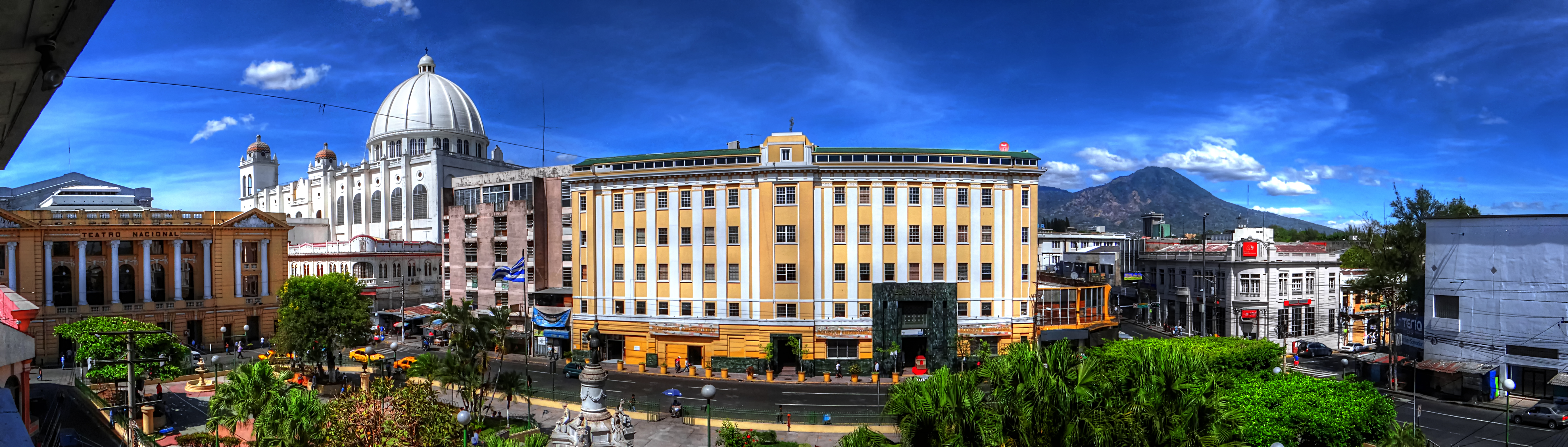
San Salvador.

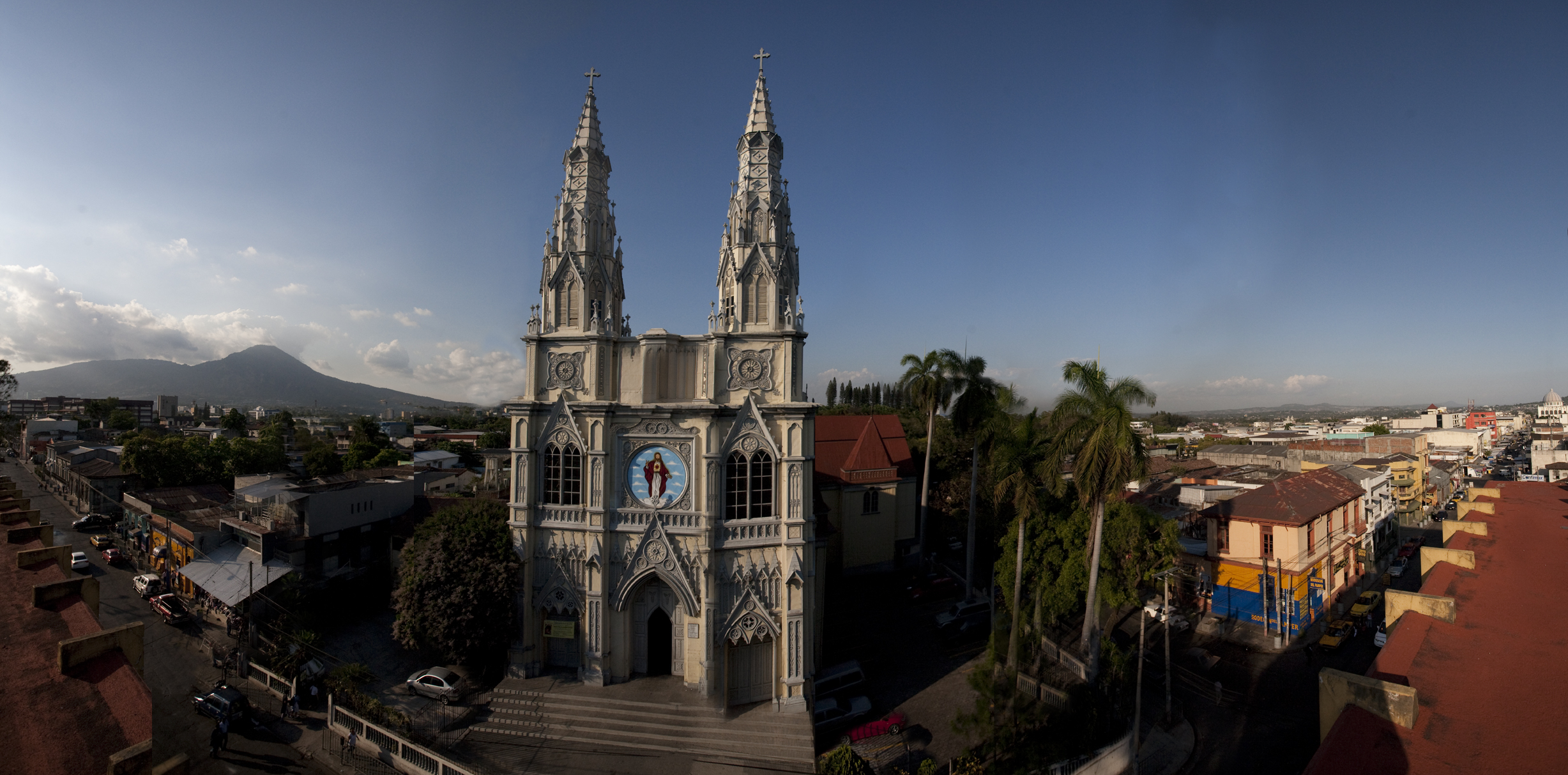
Basílica Sagrado Corazón de Jesús.

Produit de l’union des provinces de Sonsonate et de San Salvador, le nom officiel « El Salvador » (ce qui signifie le Sauveur, en référence au Christ) est donné lors de la première constitution de la république promulguée le 12 juin 1824. Cependant, l’usage de la contraction pour le premier mot (del, du) implique qu'il est écrit « República del Salvador », et ce, jusque dans les cartes générales où il est indiqué que l’État serait nommé « Estado del Salvador » (art. 7). Le 7 juin 1915, le nom devient officiellement « El Salvador ». Malgré cette directive, les documents officiels internationaux continuent à omettre la première partie du nom officiel de la République.
En 1958, un second décret est signé interdisant d’omettre le mot « El » lorsque le nom du pays était associé avec « République » ou « État ». Plus qu’un problème de typographie, le pays se réservait ainsi le droit de rendre caduc tout traité où son nom était incorrectement orthographié. D’après l’historien Pedro Escalante Arce, le changement de « San Salvador » à « Estado del Salvador » (État du Salvador) est opéré pour signifier qu’à partir de la formation de l’État, disparaissaient les provinces de San Salvador et de Sonsonate.

## Histoire

### Époque précolombienne
L'origine ethnique des habitants salvadoriens peut être retracée depuis la fondation du pays par les Pipils, un peuple nahuatl. Ils appelaient leur territoire Cuzcatlan, un mot d'origine nahuatl signifiant « l'endroit des pierres précieuses », retranscrit en espagnol sous le terme Cuzcatlán,. Durant l'époque précolombienne, le territoire était habité par différentes ethnies amérindiennes dont les cultures étaient influencées par celle des Mayas, dont les Pipils, qui occupaient les régions centre et ouest du pays, et les Lencas, qui se concentraient principalement à l'est du pays. À l'arrivée des conquistadors espagnols, le royaume de Cuzcatlan était la principale entité politique de la région.

### Conquête espagnole et époque coloniale

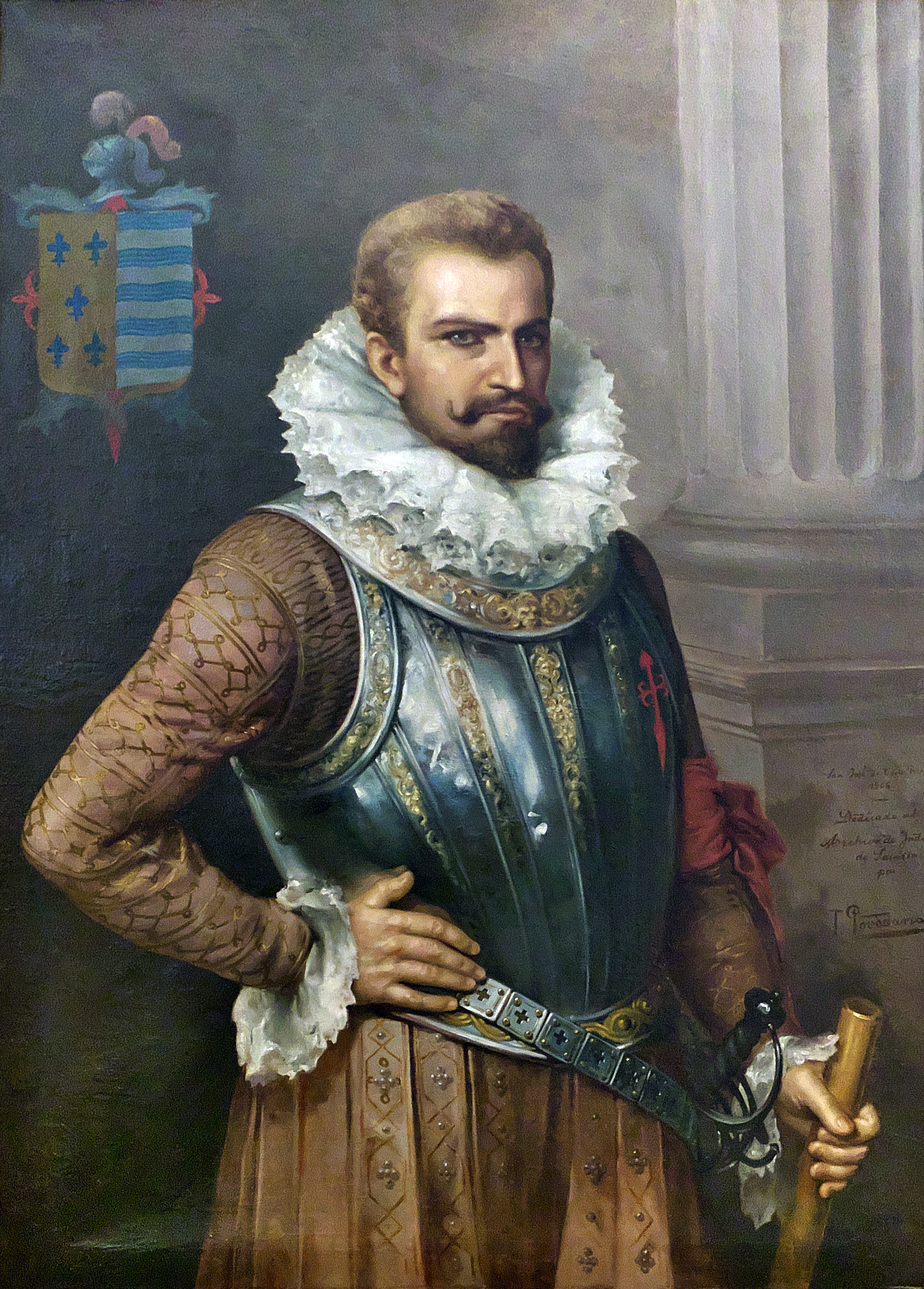
Pedro de Alvarado.

En 1522, cinq navires espagnols naviguent depuis Panama pour explorer les rives de la côte du Pacifique. Le pilote en chef se nommait Andrés Niño, celui qui a nommé le golfe de Fonseca, et une île « Petronila » (Meanguera). En juin 1524, Pedro de Alvarado traverse le río Paz accompagné de ses troupes espagnoles dont Sancho de Barahona, ami de Hernán Cortés et ancêtre de Manuel José Arce y Fagoaga, et prépare ses plans pour la conquête du territoire. Les colons s'établissent dans ce que deviendront beaucoup plus tard les plus grandes villes du pays : San Salvador, érigée en 1525 ; San Miguel, dont la première colonie s'est installée en 1530 ; et la ville de Trinidad (Sonsonate), fondée en 1553. La conquête espagnole a aidé au développement progressif du métissage, de l'évangélisation catholique, de l'enseignement de la langue castillane, et à l'arrivée des esclaves africains. La colonisation de l'Amérique centrale a vu paraître une première étape d'exportation des matières premières : la première matière à être exportée est le cacao dont les grandes exploitations ont débuté en 1540,, puis l'indigo au XVIIe siècle.
En 1525, Alvarado retourna à Cuzcatlan et la ville de San Salvador fut fondée au mois d'avril de la même année, dans la même vallée où était située la ville de Cuzcatlan. Mais les Pipils l'attaquèrent en juin 1526 et l'incendièrent, obligeant les Espagnols à s'enfuir. Une nouvelle expédition espagnole, menée par le frère de Pedro de Alvarado - Diego, partit du Guatemala pour refonder la ville de San Salvador (dans la même vallée mais pas à l'endroit exact de la première ville) en 1528 et les Espagnols s'y installèrent définitivement. Une autre expédition partit en 1530 conquérir la principauté de Najochan, à l'est du pays, et la résistance menée par le chef cacique lenca, Lempira, fut vaincue en 1537. Les Espagnols contrôlèrent alors tout ce qui allait devenir le Salvador, mais les attaques sur San Salvador des Pipils de Cuzcatlan, toujours réfugiés dans les montagnes, ne cessèrent qu'en 1539 et la région ne fut entièrement conquise par les Espagnols qu'en 1540. En 1535, le territoire est intégré à la Nouvelle-Espagne, puis à la Capitainerie générale du Guatemala (ou royaume de Guatemala) en 1540. Il est lui-même divisé entre la municipalité (ou Intendance) de San Salvador et la municipalité de Sonsonate. Comme dans le reste des colonies espagnoles, une politique d'évangélisation des populations amérindiennes est menée. En 1540, le système d'encomiendas est abandonné et l'esclavage des Indiens aboli. C'est Pedro de Alvarado qui nomme ce territoire « San Salvador » (« le Saint Sauveur », en référence à Jésus-Christ).

### Indépendance
Le « Premier cri de l'indépendance » d'Amérique centrale est clamé à San Salvador en 1811. La ville connaît plusieurs autres soulèvements les années suivantes mais le royaume de Guatemala déclare définitivement son indépendance le 15 septembre 1821.

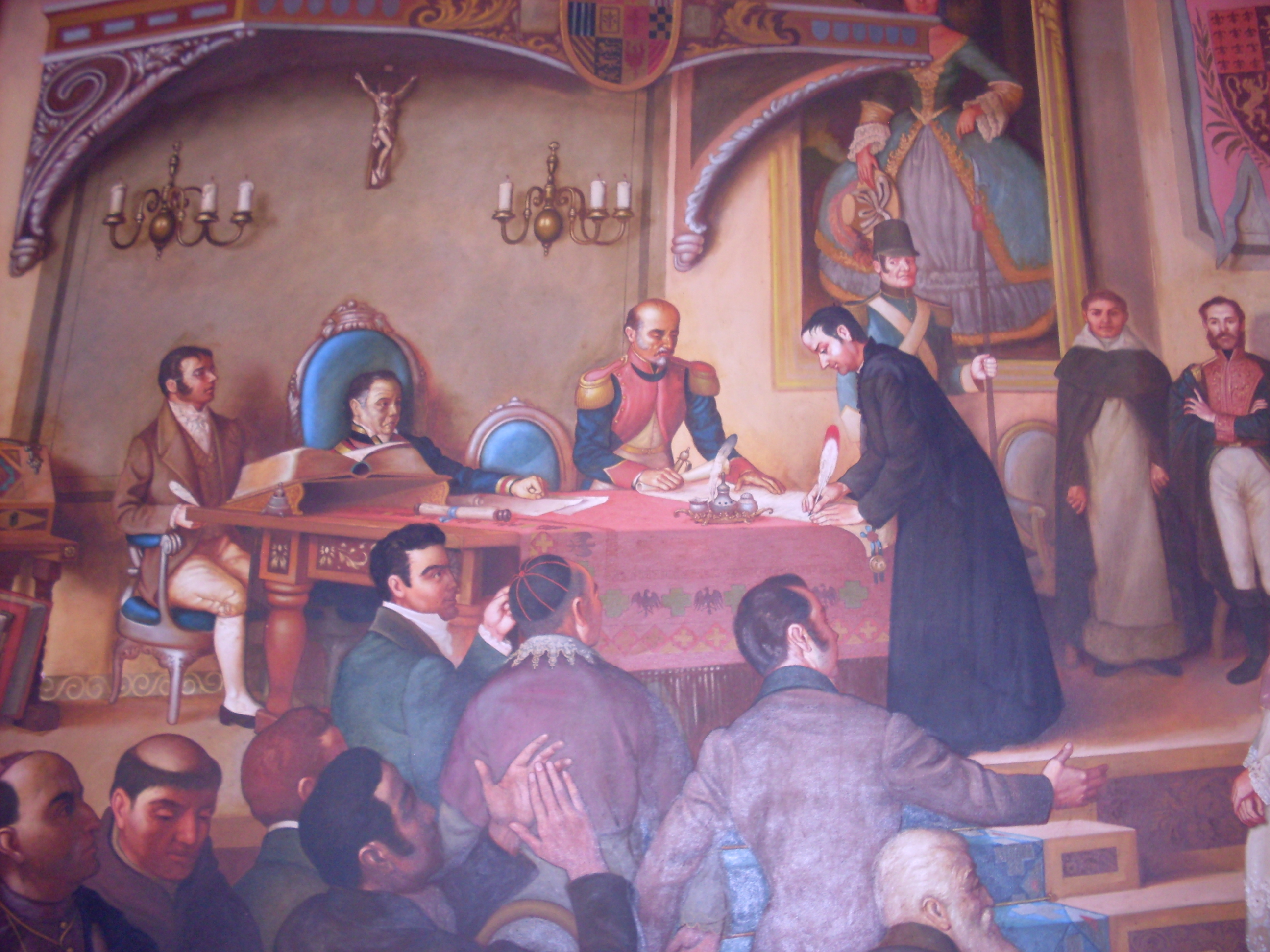
Réunion qui décida de l'indépendance le 15 septembre 1821.

En 1814, les différentes municipalités d'Amérique centrale votent l'annexion de la région à l'Empire mexicain à l'exception de San Salvador. L'empire mexicain s'effondre avant de pouvoir soumettre San Salvador, et les Provinces unies d'Amérique centrale proclament leur indépendance vis-à-vis de toute domination étrangère en 1823. En 1824, la municipalité de Sonsonate et l'Intendance de San Salvador s'unissent pour former l'État du Salvador, membre de la République fédérale d'Amérique centrale. Le Salvador participe alors activement aux différents combats entre conservateurs et libéraux qui mèneront à la fin de la fédération. En 1841, l'assemblée constituante proclame la séparation du Salvador de la République fédérale et la création de la République indépendante et souveraine du Salvador.

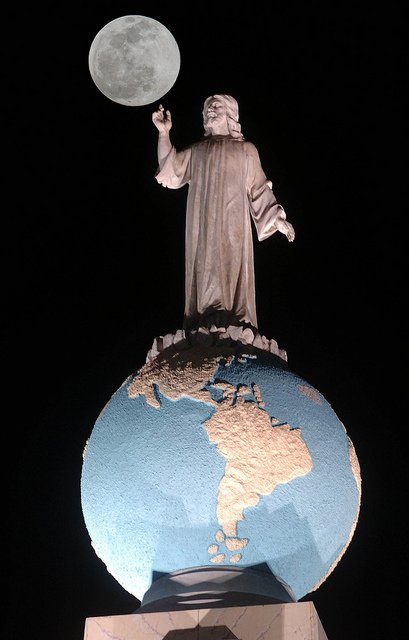
La statue emblématique de Jésus-Christ au sommet du globe terrestre fait partie du Monumento al Divino Salvador del Mundo (Monument au Divin Sauveur du monde) sur la Plaza El Salvador, un point de repère de la capitale San Salvador. Il est le symbole qui identifie et représente à la fois le Salvador et les Salvadoriens à travers le monde.

Les luttes entre conservateurs et libéraux continuent jusqu'au début du XXe siècle, c'est une période de guerre civile et de guerre contre les autres pays centre-américains quasi permanente (voir notamment la guerre de 1863 entre le Salvador et le Guatemala). Cependant, le pays s'unit à ses voisins pour défendre l'intégrité de l'Amérique centrale contre William Walker.
Avec l'introduction du café dans le pays dans les années 1860, une « république caféière » s'installe au Salvador, favorisant les intérêts des propriétaires terriens et de l'oligarchie des « 14 familles ». Les présidents en seront tous issus jusqu'à la crise de 1929, avec notamment la dictature des Melendez-Quiñones, de 1913 à 1927. Ils favorisent un développement économique du pays dans le sens de leurs intérêts, en s'appuyant sur la production caféière, ce qui accentue l'exode rural et les inégalités sociales malgré quelques tentatives réformistes (notamment pendant le court mandat de Manuel Enrique Araujo, assassiné en 1913).

### Autoritarisme militaire

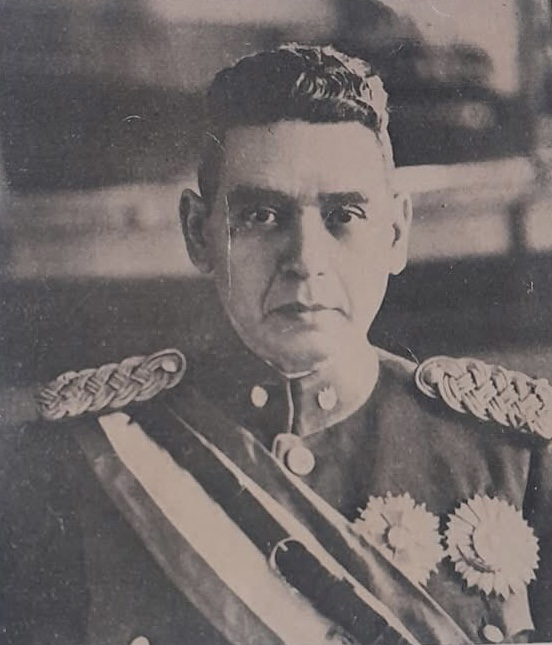
Le général Maximiliano Hernández Martínez.

En 1931, le général Maximiliano Hernández Martínez arrive au pouvoir après un coup d'État. À la suite de la crise de 1929, le prix du café chute et une révolte paysanne éclate dans l'Ouest du Salvador en 1932. Martínez réprime ce soulèvement qu'il considère comme une « révolution bolchevique ». Pendant trois semaines, l’armée et des groupes paramilitaires (« Gardes blancs », organisés par les propriétaires terriens), conduisent une répression meurtrière : plus de 30 000 personnes sont tuées, soit environ 4 % de la population du pays, et des dizaines de milliers d'autres fuient. Le dirigeant communiste Agustín Farabundo Martí compte parmi les tués.
Martínez mène d'abord une politique fascisante, il se rapproche de l'Allemagne nazie mais les pressions américaines l'obligent à rompre ses contacts avec Hitler et à libéraliser le pays. Il abandonne le pouvoir en 1944 à la suite d'une grève générale pacifique. S'ensuivent différents régimes militaires anticommunistes. En juillet 1969, les tensions entre le Salvador et le Honduras dégénèrent en la brève « guerre du football » après des rencontres de football ; ce conflit oblige 100 000 paysans et salariés salvadoriens établis au Honduras à quitter précipitamment le pays.
Au début des années 1970, le pays connaît des inégalités sociales (0,5 % des propriétaires possèdent 40 % des terres et 60 % des paysans n'en possèdent aucune), la pauvreté et l'ignorance (45 % d’analphabétisme et la consommation de calories la plus faible de l’Amérique continentale selon les statistiques de l'ONU). En 1972, l'Union nationale d'opposition (constituée par la Démocratie chrétienne, le Parti communiste et le Mouvement national révolutionnaire) remporte les élections mais l’armée opère un coup d’État afin de l'évincer. L’impossibilité d'un changement démocratique en raison des ingérences de l’armée conduisent à la formation de guérillas, point de départ d'une guerre civile qui ne terminera qu'en 1992.
Le Parti communiste était alors opposé à la lutte armée mais une minorité dissidente fonde les Forces populaires de libération. Apparaît ensuite l’Armée révolutionnaire du peuple, d'orientation socialiste et chrétienne, puis une scission de cette organisation entraîne la création des Forces armées de la résistance nationale. En 1979, le Parti communiste rejoint la lutte armée en constituant les Forces armées de libération nationale. Le 10 octobre 1980, avec l'apport du Parti révolutionnaire des travailleurs centraméricains (communiste et souhaitant l'unification de l’Amérique centrale) les groupes armés de gauche s'unissent sous le nom de Front Farabundo Martí de libération nationale (FMLN) tout en conservant leur autonomie.

### Guerre civile

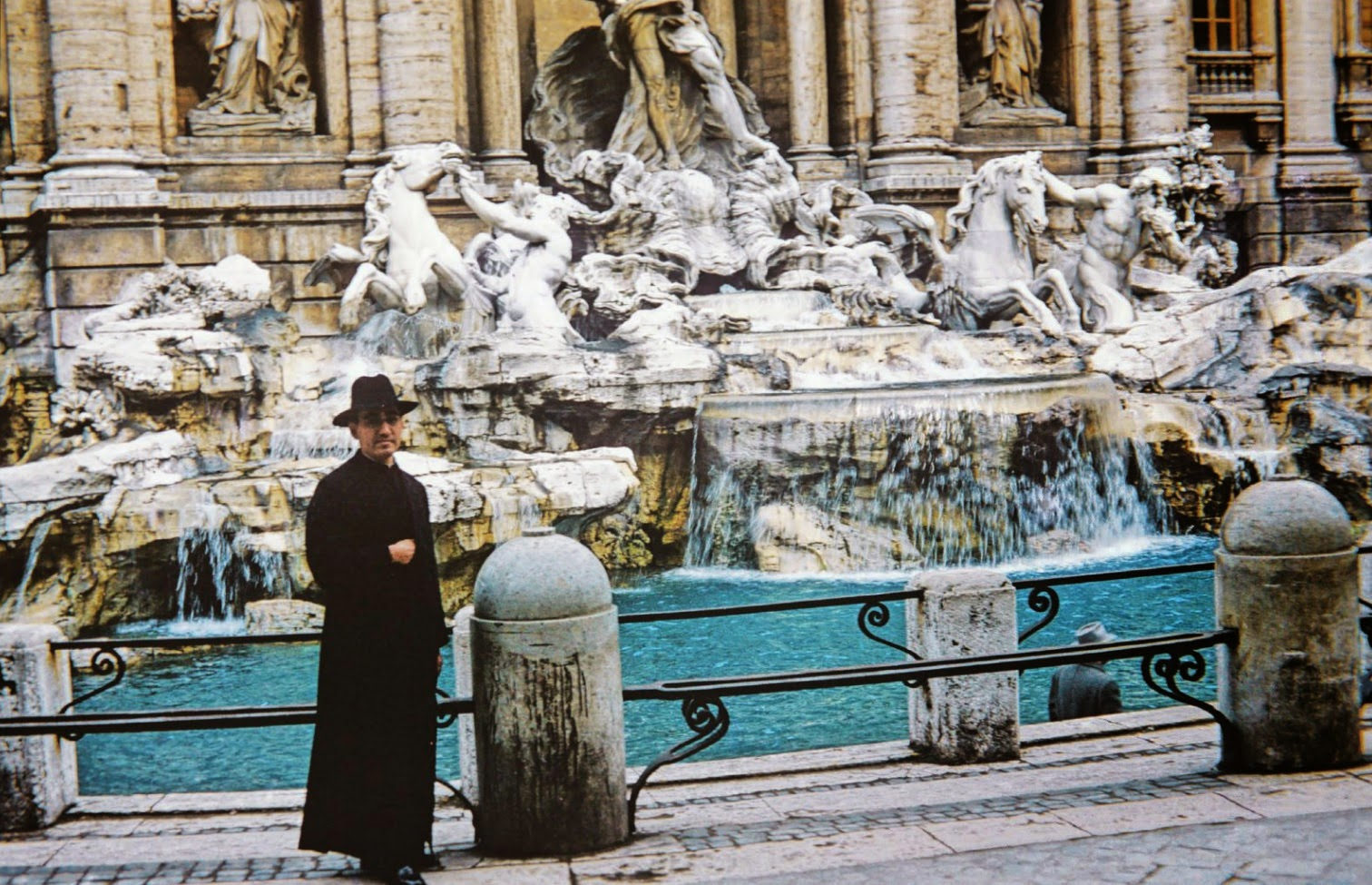
L'archevêque Romero s'est prononcé contre l'injustice sociale et la violence au milieu de l'escalade du conflit entre le gouvernement militaire et les insurgés de gauche qui a conduit à la guerre civile salvadorienne.

Pendant douze ans, de 1980 à 1992, le Salvador est le théâtre d'une guerre civile sanglante (plus de 100 000 morts, entraînant un déficit de croissance démographique d'environ 1 million de personnes)[réf. nécessaire]. Elle oppose alors l'extrême droite représentée par l'Alliance républicaine nationaliste (ARENA), et la guérilla marxiste du Front Farabundo Martí de libération nationale. L'archevêque Óscar Romero, qui s'était opposé aux violences de l'armée et des forces de sécurité, ainsi que d'autres hautes personnalités, sont assassinés par des groupes paramilitaires. Les assassinats sont imputés pour 85 % à l’armée et aux escadrons de la mort, et pour 5 % à la guérilla, selon la commission de vérité supervisée par les Nations unies.
Pour soutenir la junte militaire en place, les États-Unis s'engagent aux côtés de l'armée salvadorienne, plus particulièrement après l'arrivée de Ronald Reagan à la Maison-Blanche. Washington forme, arme, finance l’armée salvadorienne, dont le bataillon Atlácatl, une unité d’élite entraînée à la contre-insurrection par les soldats américains.
En 1989, a lieu le massacre des jésuites de l'Universidad Centroamericana José Simeón Cañas par l'armée ; le tollé force le gouvernement à engager des négociations. Elles aboutissent en 1992. Les différents protagonistes de la guerre civile signent les accords de paix de Chapultepec qui mettent effectivement fin à la guerre. En juillet 2002, un tribunal de Miami reconnaît coupables José Guillermo García et Carlos Eugenio Vides Casanova (en), deux anciens ministres de la Défense responsables des tortures des escadrons de la mort durant les années 1980. Les victimes avaient en effet fait usage d'une loi américaine qui permettait de telles poursuites. Les deux anciens dirigeants sont condamnés à payer 54,6 millions de dollars américains aux victimes, en particulier les familles des missionnaires assassinés Maura Clarke, Dorothy Kazel, Ita Ford et Jean Donovan.

### L'après-guerre civile
Le président Armando Calderón Sol adopte en 1995 un plan de réformes économiques qui prévoit la levée du contrôle des changes, l'instauration d'une monnaie convertible, la réduction des tarifs douaniers et la cession de certaines entreprises publiques. L'année suivante, la peine de mort est rétablie et les peines de prison alourdies afin de combattre la délinquance. Francisco Flores, le candidat du parti au pouvoir ARENA (Alliance républicaine nationaliste, droite) remporte l'élection présidentielle en 1999 et poursuit une politique de rigueur dont les conséquences sur les franges les plus pauvres de la population provoquent de nombreuses manifestations. Le pays est frappé en 2001 par deux séismes qui font un millier de morts. Accusé d’avoir détourné 15 millions de dollars d'aides internationales, Francisco Flores décédera en 2016 avant la tenue de son procès. La dollarisation de l'économie, engagée en 2001, s'étend en 2003 à la totalité de la monnaie et des avoirs financiers du pays. Sur les questions de politique internationale, le Salvador est aligné sur les États-Unis et envoie en 2003 quelques centaines de soldats participer à l'occupation de l'Irak. Antonio Saca, également membre de l'ARENA, est élu président en 2004 et poursuit la politique économique de ses prédécesseurs. L'accord de libre-échange entre les pays d'Amérique centrale et les États-Unis (CAFTA) entre en vigueur en 2006.

### XXIesiècle

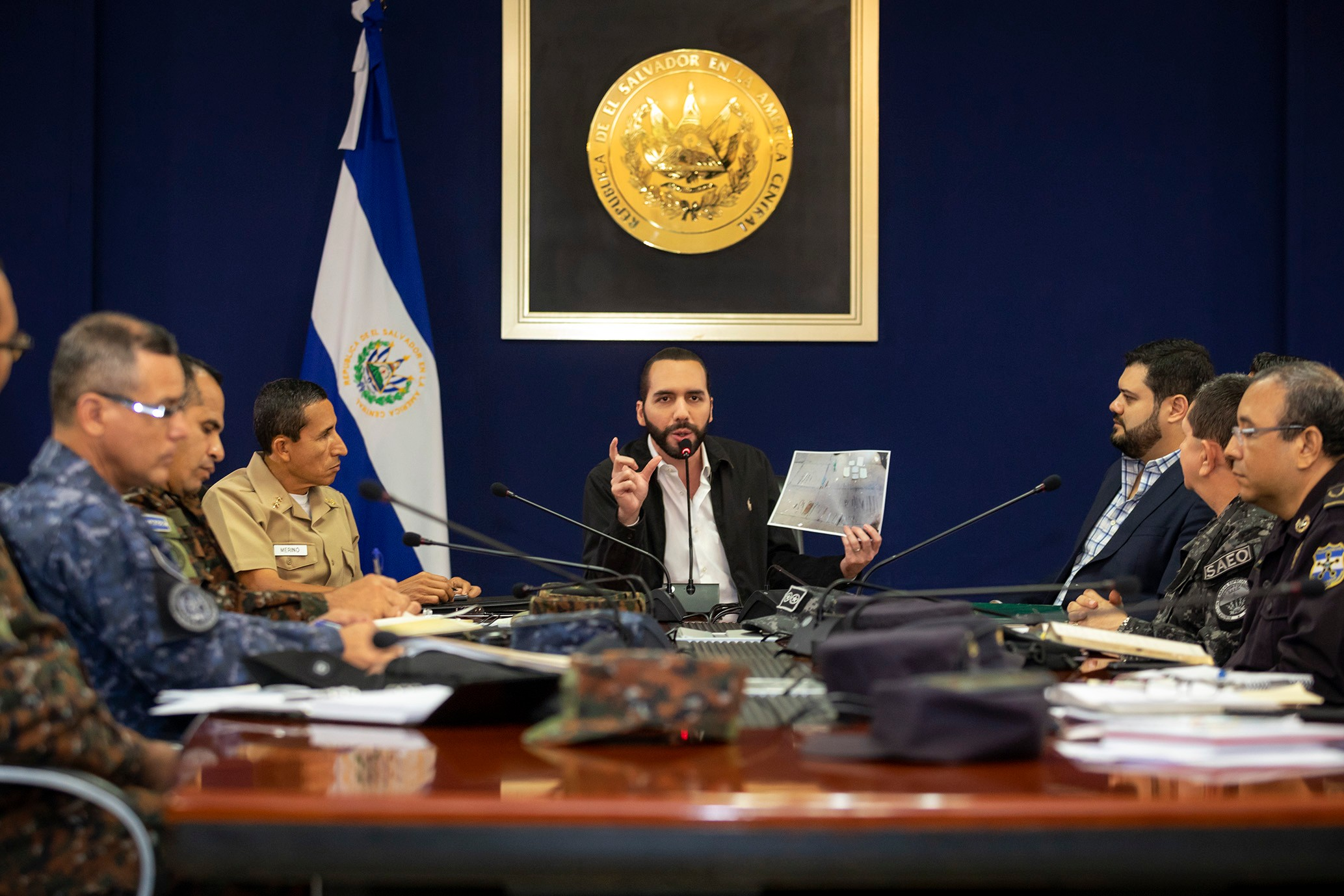
La président Nayib Bukele en 2019.

Le Salvador est célèbre pour sa forte criminalité et l'insécurité endémique qui règnent dans le pays ; les gangs hors de contrôle, tels que les notoires MS-13 et Mara 18 sont en guerre permanente et abusent de la population de toutes les manières possibles, contribuant à la pauvreté qui à son tour leur permet de recruter les desperados. Les forces de police, elles-mêmes coupables d'abus trop impunis, sont inefficaces. En 2015, El Salvador est le pays hors zone de guerre avec le plus fort taux d'homicides au monde.
En 2019, Nayib Bukele, candidat à la présidence indépendant des deux partis qui alternaient jusqu'alors au pouvoir, met l'accent sur ce problème et prend des mesures en ce sens une fois son gouvernement élu. En 2022, sous les critiques des ONG humanitaires et à l'applaudissement général de la population, il engage une féroce répression des gangs, sous un régime d'exception de trente jours régulièrement renouvelé depuis le 27 mars 2022. Ce même jour, 576 personnes sont arrêtées, et depuis plusieurs dizaines de milliers de plus.
La décision de construire une nouvelle prison géante est immédiatement prise, pour 20 000 puis 40 000 places annoncées, alors que les prisons sont submergées (la population carcérale passe de 40 000 à 100 000 en un an). Le centre de confinement du terrorisme est inauguré en février 2023 et reçoit rapidement ses premiers prisonniers,.
Les mesures prises sont également symboliques : avant la Toussaint 2022 le vice-ministre de la Justice, Osiris Luna, a indiqué qu'« une soixantaine d'inscriptions, portant des mentions MS-13, acronyme du gang Mara Salvatrucha, l'un des plus violents du Salvador, ont été démolies au cimetière de Santa Tecla, pour éviter qu'elles ne deviennent des lieux de culte ».
Le nombre d'homicides est passé de 87 pour 100 000 habitants en 2019 à moins de 3 en 2023.
En 2024, Nayib Bukele est à nouveau élu, après avoir démissionné 6 mois avant le scrutin, délai lui permettant de contourner la loi électorale interdisant une réélection.

## Politique

### Fonctionnement de l'État
Le pouvoir exécutif est représenté par le président de la République, le vice-président et son cabinet. Le président et le vice-président sont élus pour un mandat non renouvelable de 5 ans à la majorité absolue. Un deuxième tour est organisé lorsqu'aucun candidat n'a recueilli plus de 50 % des voix. Le pouvoir législatif est détenu par le parlement monocaméral, l'Assemblée législative du Salvador composée de 84 députés élus à la proportionnelle pour un mandat de 3 ans. Le pouvoir judiciaire est contrôlé par la Cour suprême de justice constituée de 15 magistrats. Son indépendance est assurée par la constitution. À la suite de la guerre civile, les accords de paix de 1992 ont créé la Police nationale civile, la Procuratie pour la défense des droits de l'homme et le Tribunal suprême électoral et supprimé les « corps de sécurité » formés pour combattre les guérillas pendant la guerre, comme la Garde nationale. Ils ont autorisé la formation en parti politique légal de l'ex-opposition armée de gauche, dont le Front Farabundo Martí de libération nationale (FMLN). Le rôle de l'armée est à ce moment redéfini pour la défense de la souveraineté et de l'intégrité du territoire national.

### Tendances contemporaines
Le débat politique, de 1992 jusqu'en 2019, est caractérisé par un bipartisme, avec d'une part le parti conservateur Alliance républicaine nationaliste (ARENA) et d'autre part le parti de gauche Front Farabundo Martí de libération nationale (FMLN, divisé entre socialistes révolutionnaires et social-démocrates). Ces deux partis avaient supplanté les deux partis historiques, le conservateur Parti de la concertation nationale (PCN) et le démocrate-chrétien Parti démocrate-chrétien du Salvador (PDC). Ils se font toutefois à leur tour laminer aux élections législatives de 2021 et sont poussés dans l'opposition, respectivement de droite et de gauche, avec respectivement 11 et 4 députés (sur 84).
Le 15 mars 2009, le candidat du FMLN Mauricio Funes (ancien correspondant de CNN en espagnol) est élu président du Salvador avec 51 % des voix, mettant ainsi un terme à vingt ans d'hégémonie de l'ARENA. La même année aux législatives, le FMLN obtient le plus grand nombre de députés, bien qu'il n'obtienne pas une majorité absolue. Le FMLN eut le plus grand nombre de députés (35), devant l'ARENA (32), le PCN (10), le PDC (5) et le CD (1) (Tribunal suprême électoral). Le Salvador envoie 20 députés au Parlement centraméricain (Parlacen) et des députés au Parlement latino-américain (Parlatino). Le 1er juin 2009, immédiatement après l'élection du président Mauricio Funes, le Salvador renoue enfin ses relations diplomatiques avec Cuba, après tous les autres pays d'Amérique centrale[réf. nécessaire].
En 2017, le jeune maire de la ville de San Salvador, Nayib Bukele, est expulsé du FMLN, fonde son propre parti, puis obtient le soutien d'un jeune parti de centre droit (la Grande alliance pour l'unité nationale, GANA, créée en 2010) pour finalement remporter le 3 février 2019 l'élection présidentielle (54 % des suffrages au second tour) avec comme idée phare son Plan de contrôle national de lutte contre la criminalité. Sa prise de fonction intervient le 1er juin 2019. Âgé de 38 ans, il est décrit comme « antisystème ».
Aux élections législatives de 2021, son parti Nouvelles Idées obtient la majorité absolue (56 députés sur 84) et forme un gouvernement majoritaire avec le soutien du GANA (5 députés), et des partis historiques PCN (2 députés) et PDC (1 député).

### Ordres et décorations
- Ordre national de José Matias Delgado ;
- Ordre de Jose Simeon Canias.

## Géographie

### Géographie physique
Selon les données gouvernementales du Salvador, le pays recouvre une superficie totale de 20 742 km2, ce qui en fait le plus petit pays d'Amérique centrale, correspondant peu ou prou à un rectangle de 200 km sur 100 km, avec sa façade littorale sur l'océan Pacifique.

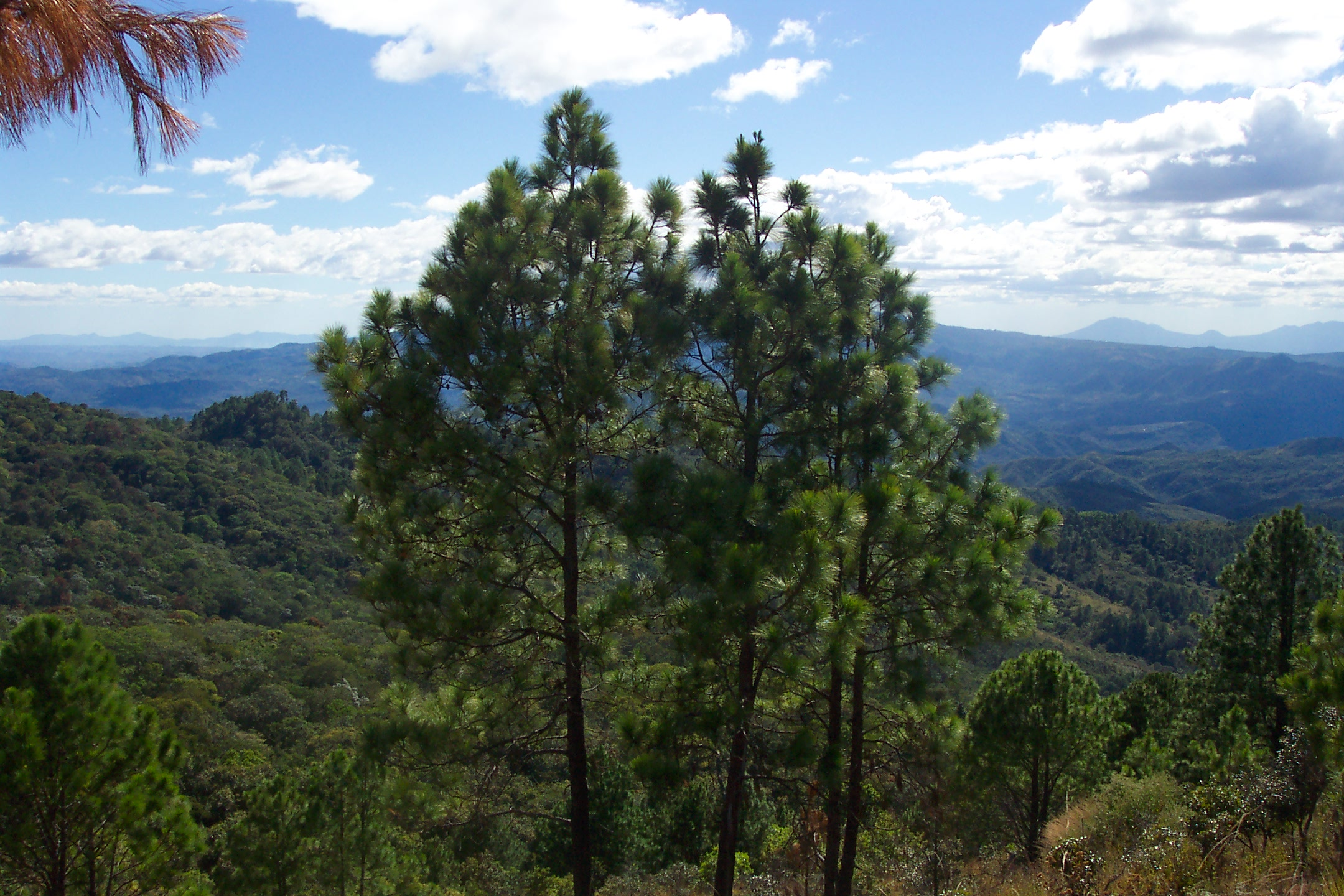
Vue de la Sierra Madre.

#### Relief
Le territoire peut être découpé en quatre grandes parties (du nord au sud) :
- la Sierra Madre de Chiapas : chaîne de montagne longeant la frontière du Honduras, elle abrite le point culminant du pays (El Pital à 2 730 m) ;
- la Meseta central : ce plateau central large d'une cinquantaine de kilomètres accueille une grande partie de la population, et les plus grandes villes du pays ;

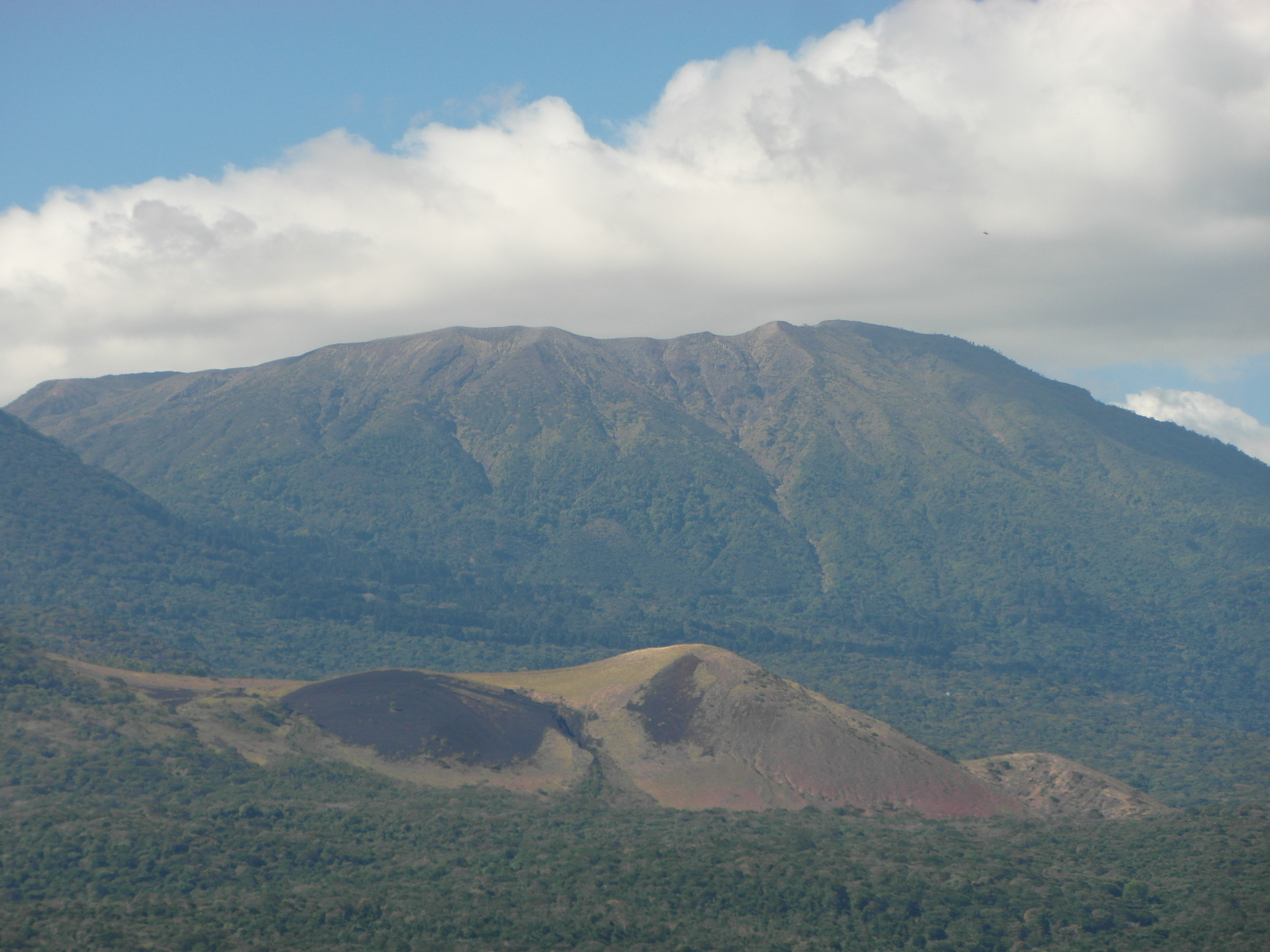
Vue du volcan Ilamatepec, le plus haut du pays.

- Vue du volcan Ilamatepec, le plus haut du pays.une chaîne volcanique : 20 volcans divisés en cinq groupes sont situés sur le territoire salvadorien. Le plus haut, le Santa Ana (ou Ilamatepec), culmine à 2 381 m. L'Izalco, formé en 1770, est l'un des plus récents du continent américain ;
- la plaine côtière : coincée entre les versants des volcans et le Pacifique, elle mesure au maximum 22 kilomètres de large.

Le Salvador est proche de la zone où la plaque de cocos s'enfonce sous la plaque caraïbe, ce qui explique ce relief et également qu'il soit régulièrement frappé par de puissants séismes, dépassant 7 sur l'échelle de Richter (1986, 2001, 2014, etc.).

#### Hydrographie

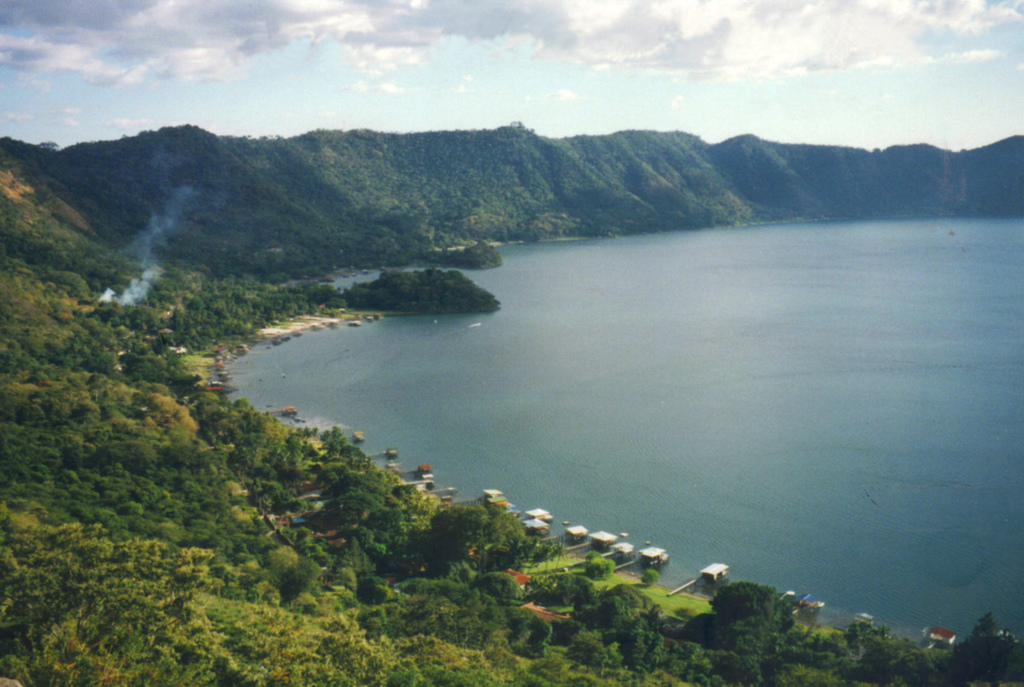
Le lac de Coatepeque.

Le Salvador abrite trois grands lacs naturels : le plus grand est le lac Ilopango, suivi du lac de Coatepeque, chacun occupant une immense caldeira, tandis que le troisième du pays, le lac de Güija, est partagé avec le Guatemala.
Le barrage hydroélectrique de Cerrón Grande, aménagé sur le fleuve Lempa, a créé le lac Cerrón Grande qui est le plus grand lac artificiel d'eau douce du Salvador.
Le pays possède aussi une multitude de petits lacs d'origine volcanique, qui occupent le fond des cratères, dont le plus grand est la laguna de Olomega (en).
Le Lempa est le plus long fleuve du Salvador et l'un des plus longs cours d'Amérique centrale, cependant loin derrière le Río Coco qui est deux fois plus long et qui est le plus grand d'Amérique centrale. Après avoir traversé le Guatemala et le Honduras, il vient se jeter sur la côte Pacifique du Salvador après un parcours de 320 km (dont 260 au Salvador).
Le Río Paz est un petit fleuve frontalier, tributaire de l'océan Pacifique, séparant le Salvador du Guatemala dans son cours inférieur jusqu'à son embouchure dans l'océan.
Il existe plus de 400 autres cours d'eau sur le territoire.
La question de l'accès à l'eau est de plus en plus prégnante d'années en d'années. Entre 1996 et 2021, les rivières les plus importantes du pays ont perdu entre 30 % et 70 % de leur débit. Les aquifères les plus importants diminuent d'un mètre par an et 80 % de l'eau est contaminée.

#### Climat
Le Salvador se trouve dans la zone climatique tropicale et connaît des variations de température faibles. Le mois de décembre est le plus froid (23,8 °C), et le mois d'avril le plus chaud (32 °C) pour une température moyenne de 24 °C. La saison humide débute en mai pour se terminer en octobre. Le pays est régulièrement touché par des ouragans venant des Caraïbes entre juin et novembre. Cependant, dans les régions montagneuses, le climat est plus doux, et les différences de température sont le plus souvent importantes.

### Géographie politique

#### Subdivisions administratives
| División política de El Salvador.               |                                                               |                                              |                                                     |
| Zone occidentale Ahuachapán Santa Ana Sonsonate | Zone centrale La Libertad Chalatenango Cuscatlán San Salvador | Zone paracentrale La Paz Cabañas San Vicente | Zone orientale Usulután San Miguel Morazán La Unión |

Le pays est divisé en quatre zones géographiques (occidentale, centrale, paracentrale et orientale) (en espagnol : Zona Occidental, Zona Central, Zona Paracentral et Zona Oriental) où sont répartis 14 départements, 39 districts et 262 municipalités. Une loi passée par le gouvernement de Nayib Bukele devrait faire passer le nombre de municipalités à 44 vers le mois de mai 2024.
Chaque département est dirigé par un gouverneur représentant le pouvoir exécutif et nommé par le président de la République.

La carte administrative du Salvador.

Les municipalités sont dirigées par un conseil municipal élu pour trois ans par les électeurs inscrits sur les listes électorales de la circonscription.

#### Litige territorial
Jusqu'en 1992, le Salvador et le Honduras se disputaient une zone de 440 km2. Soumise à l'arbitrage de la Cour internationale de justice la question est tranchée le 11 septembre 1992 et définitivement réglée par un accord entre les deux pays en 2006 sur la base de cette décision. Le Salvador obtient 150 km2 et le Honduras 290 km2,. Les citoyens résidant sur ces terres disputées entre les deux pays ont obtenu la double nationalité et ceux-ci utilisent la proximité des institutions salvadoriennes.

#### Infrastructures
Le pays compte trois grands axes routiers. La route panaméricaine traverse le pays d'ouest en est et connecte la capitale avec le Guatemala et le Honduras. Le deuxième axe routier longe le littoral et le troisième joint la capitale à la frontière nord (par le département de Chalatenango) et à la côte caraïbe du Honduras.
Le service ferroviaire est assuré par les Ferrocarriles Nacionales de El Salvador. Le service passagers est suspendu depuis 2002 en raison des dommages de la guerre civile et de difficultés financières. Une courte reprise sur un petit tronçon a eu lieu entre 2007 et 2012 et l'exploitant envisage toujours de relancer ce service dans un délai non précisé. Le trafic de marchandises existe, le réseau connectant les zones de productions aux ports salvadoriens et au port guatémaltèque de Puerto Barrios sur la côte caraïbe,,.
Les deux plus grands ports de commerce du pays sont à Acajutla et à La Unión. Depuis peu, le port d'Acajutla accueille des bateaux de croisière.
Le pays est desservi par l'aéroport international du Salvador, (code IATA : SAL • code OACI : MSLP), situé à 50 km au sud de la capitale.

## Démographie

### Population

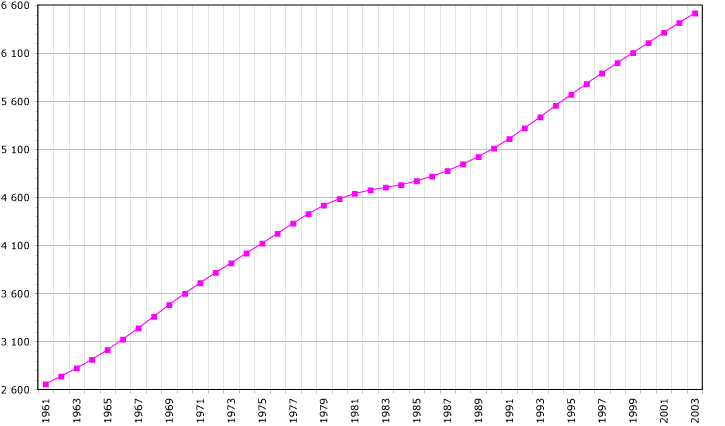
Évolution de la démographie entre 1961 et 2003 (chiffre de la FAO, 2005). Population en milliers d'habitants.

En 2014, la population du Salvador est estimée à 6 328 196 habitants. En 2007, le pays comptait 86 % de personnes métisses, 12 % de Blancs, et 0,23 % d'indigènes. Il s'agit du pays le plus densément peuplé en Amérique latine. Concernant la population noire, sa présence dans la région remonte au début de la colonisation espagnole, mais elle reste très infime à cause du métissage aux dix-neuvième et vingtième siècles.

### Langues
L'espagnol est la langue officielle du Salvador, parlé par la quasi-totalité de la population.

Il subsiste trois langues indigènes encore parlées par certains autochtones : le pipil, le q'eqchi' et le lenca. Le q'eqchi' est une langue maya. 

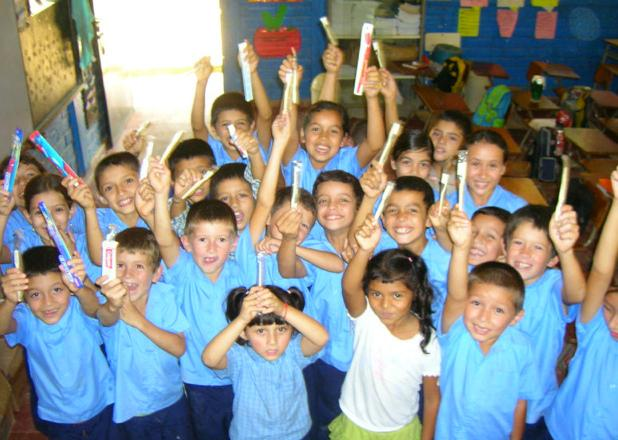
Les écoliers salvadoriens.

### Éducation
L'enseignement primaire est obligatoire et dure 9 ans. La majorité des enfants âgés de 16 et 17 ans n'ont pas accès à l'enseignement secondaire. Il y a plusieurs universités.

### Religion
La religion catholique romaine est la principale religion (86 %) même si la religion protestante progresse très vite (environ un million de protestants en 1992). La religion dominante est le catholicisme, qui représente 57,1 % de la population. Les protestants représentent 21,2 %, les Témoins de Jéhovah 1,9 % et les mormons 0,7 %. Les autres religions diverses représentent 2,3 %, et environ 16,8 % de la population n’a aucune croyance.
L'Église joue un rôle notable dans l'histoire du Salvador. Elle constitue un médiateur instrumental lors des négociations pour mettre fin à la guerre civile des années 1980. L'archevêque Oscar Romero est l'un des héros et des fils les plus célèbres du Salvador. Le gouvernement l'a assassiné alors qu'il disait la messe en 1980 pour avoir dénoncé la répression. De nombreuses familles, peu importe à quel point elles sont catholiques dévotes, ont une photo de l'archevêque Romero sur un mur quelque part dans leurs maisons.
Une étude importante de Latinobarómetro fait apparaître en 2013 environ 54 % de catholiques, 30 % de protestants, 4 % d'autres et 12 % de sans religion. Les données du tableau suivant présentent l'évolution de la proportion de personnes déclarant appartenir à un groupe religieux, selon Latinobarómetro.
| Religion         | 1996 | 1997 | 1998 | 1999 | 2000 | 2001 | 2002 | 2003 | 2004 | 2005 | 2006 | 2007 | 2008 | 2009 | 2010 | 2011 | 2013 |
| Catholicisme     | 67 % | 57 % | 67 % | 60 % | 56 % | 53 % | 53 % | 53 % | 54 % | 56 % | 46 % | 48 % | 51 % | 52 % | 46 % | 55 % | 54 % |
| Protestantisme   | 15 % | 22 % | 18 % | 19 % | 23 % | 27 % | 28 % | 29 % | 29 % | 25 % | 29 % | 33 % | 27 % | 32 % | 29 % | 26 % | 30 % |
| Sans religion    | 10 % | 10 % | 5 %  | 9 %  | 17 % | 13 % | 14 % | 16 % | 11 % | 14 % | 18 % | 15 % | 20 % | 15 % | 24 % | 15 % | 12 % |
| Autres religions | 8 %  | 11 % | 10 % | 12 % | 4 %  | 7 %  | 5 %  | 2 %  | 6 %  | 5 %  | 7 %  | 4 %  | 2 %  | 1 %  | 1 %  | 4 %  | 4 %  |

Le tableau suivant présente les proportions de population du pays en fonction de leur appartenance religieuse ou rapport avec la religion en 2014, selon le Pew Research Center.
| Religion           | Pourcentage |
| ------------------ | ----------- |
| Catholicisme       | 50 %        |
| Protestantisme     | 36 %        |
| Sans religion      | 12 %        |
| Autres confessions | 3 %         |

### Criminalité
Le Salvador était l'un des pays les plus dangereux au monde jusqu'en 2023. Selon la justice, plus de la moitié de ces meurtres seraient dus aux gangs particulièrement violents qui y sévissent, les maras.
D'après les estimations disponibles, le taux de meurtres par 100 000 habitants se situerait entre 64 et 68 en 2007 et serait de 55,3 en 2008. En 2017, le Salvador serait devenu le pays le plus dangereux de la planète avec un taux d'homicides de 104 pour 100 000 habitants. Le taux d’homicide baisse à partir de 2016 du fait de négociations entre l’État et les gangs d'une part et entre les gangs eux-mêmes d'autre part. En septembre 2020, le journal internet d'investigation salvadorien El Faro révèle, grâce à des documents officiels, que le gouvernement de Nayib Bukele se réunissait avec les chefs de gang en prison pour négocier la baisse des homicides. En revanche, les enlèvements sont en hausse. La Cour interaméricaine des droits de l'homme juge en 2022 que les disparitions forcées dans le pays sont « en augmentation considérable ».

#### Répression gouvernementale de 2022-2023
Dans le cadre de sa lutte contre les gangs, le président Nayib Bukele fait passer en mars 2022 une loi d'exception pour une durée de 30 jours mais régulièrement prolongée, et fait construire en 2022 à Tecoluca, à 70 km au sud-est de la capitale, le plus grand centre pénitentiaire d'Amérique conçue pour enfermer 40 000 gangsters traités comme des terroristes. Elle est inaugurée début février 2023. La population carcérale, déjà importante, passe environ de 40 000 à 100 000, soit 1,7 % de la population adulte emprisonnée, et faisant du Salvador le pays au plus fort taux d’incarcération au monde, devant les États-Unis. Diverses ONG comme Amnesty International et Human Rights Watch dénoncent des arrestations arbitraires de milliers de personnes détenues alors qu’elles n’avaient aucun lien avec les gangs, des cas de torture et de mauvais traitements, des conditions inhumaines d’incarcération, l’arrêt des traitements médicaux des détenus malades et des décès. Selon un syndicat policier, à cause de « quotas » quotidiens d’arrestations imposés par les commissaires , un quart des détenus auraient ainsi été interpellés au hasard pour faire du chiffre, les policiers recevant des bonus pour chaque arrestation. Le président répond que les droits de l'homme délinquant importent certes, mais que les droits de l'homme honnête sont plus importants. La population accorde au président des records de popularité, dépassant 80 % voire 90%.

## Économie

Évolution historique du PIB réel par habitant au Salvador, au Guatemala et au Honduras.

L'économie du pays est dollarisée et les États-Unis sont, de beaucoup, le principal partenaire économique (en 2020 40 % des exportations et 26 % des importations, avec en plus une forte implantation de multinationales à capitaux américains), et encore plus quand on tient compte de l'importante communauté salvadorienne aux États-Unis : en 2016 près de deux millions de Salvadoriens vivent, légalement ou non, aux États-Unis, soit près d'un tiers de la population du pays, et les remesas (argent que les émigrés envoient à leur famille) représentent 17,1% du PIB salvadorien. Ces remesas couvrent pratiquement le déficit commercial du pays, 5 milliards de dollars pour un PIB de 25 milliards en 2020. Le Salvador reproduit de la sorte une division internationale du travail de type coloniale, en « offrant », au sein d’une économie orientée vers l’exportation, une main-d’œuvre et des ressources naturelles bon marché, et important des biens intermédiaires (autour de 50 % des importations). Cette « spécialisation » est entretenue et renforcée par l’Accord de libre-échange avec les États-Unis – CAFTA (Dominican Republic-Central America Free Trade Agreement) – et l’Accord d’association avec l’Union européenne.
De par sa petite taille, ce pays possède peu de ressources naturelles, alors que sa population est nombreuse. Il importe beaucoup de matières premières, de combustibles et plusieurs autres denrées. L'économie du pays est principalement axée sur les services et les communications. L'industrie manufacturière est la plus importante d'Amérique centrale. Selon l'encyclopédie Larousse en ligne, 58 % de la population travaille dans le secteur des services[réf. nécessaire]. Au niveau de l'agriculture, le Salvador produit un café arabica (dit « lavé »), de première qualité, essentiellement exporté vers l'Europe et les États-Unis. Il fait partie des quinze plus grands producteurs mondiaux de café, malgré une récolte caféicole en baisse de plus d'un tiers entre 2011 et 2016, ce qui en fait toujours le quatrième cultivateur de café d'Amérique centrale derrière le Honduras, le Nicaragua et le Costa Rica. Dans le secteur des industries, le pays se spécialise dans l'agroalimentaire, la chimie, le pétrole, le textile, le plastique, l'aluminium et les produits pharmaceutiques. L'économie du Salvador comporte plusieurs faiblesses, dont un taux de chômage élevé, des fortes inégalités, de la violence et de la criminalité. Selon le site du CIA World Factbook, le PIB du pays s'élevait à 21,8 milliards de dollars américains en 2010 avec un taux de croissance de 1,2 %[réf. nécessaire].
En 2024, le Salvador est classé en 98e position pour l'indice mondial de l'innovation.

### Commerce international
L’économie salvadorienne est peu diversifiée et dépendante. Le pays exporte principalement des produits issus de l’industrie textile des zones franches (maquiladoras) — représentant plus de 30 % de l'ensemble de ses exportations —, à destination principalement des États-Unis – qui concentrent 40 % des exportations (et 25 % des importations).
La valeur totale des exportations est de 5,0 milliards de dollars US et celle des importations est de 10,2 milliards (données de 2020) . Les principales exportations sont : le café, la canne à sucre, les textiles (incluant les vêtements), l’or, l’éthanol, les produits chimiques, les crevettes, l’électricité, le fer, l’acier et les exportations de montage à l’étranger. Leurs principaux pays partenaires à l’exportation sont (dans l'ordre) les États-Unis (40% des exportations en valeur), le Guatemala (17%), le Honduras (15%) et le Nicaragua (7%). Pour ce qui est des principales importations, il s’agit : des matières premières, des biens de consommation, des biens d’équipement, de carburant, d’électricité et de certains produits alimentaires. Ses principaux pays partenaires à l’importation sont les États-Unis (26% des importations en valeur), la Chine(14%), le Guatemala (12%), le Mexique (9%) et les autres voisins du Salvador (Honduras, Nicaragua et Costa Rica totalisant ensemble 13%) .

### Pauvreté et inégalités
La pauvreté affecte 41,6% de la population – 49,3% en milieu rural –. Un total de 7 % du territoire est sous concession minière.
Le Salvador compte en 2015 quelque 160 multimillionnaires, dont la fortune cumulée représente 21 milliards de dollars, soit l'équivalent de 87 % du PIB du pays. D'après Oxfam, un niveau aussi élevé d'inégalités ralentit le développement du pays et perpétue la pauvreté.

### Monnaie
Le Salvador a adopté le dollar américain comme monnaie en 2001 à la place du colón.
Le 5 juin 2021, le président Nayib Bukele annonce qu’il va proposer un projet de loi à l’Assemblée législative pour adopter le Bitcoin comme monnaie légale avec le dollar américain,,. Le 9 juin 2021, le texte est approuvé par l'Assemblée. C'est la première fois qu'un pays reconnaît une cryptomonnaie comme une méthode de paiement appropriée pour toute sorte de dette monétaire. Cette loi prévoit notamment d'obliger toute entreprise — que ce soit pour l'acquisition d'un bien ou d'un service — à accepter les paiements en Bitcoin, et de permettre aux Salvadoriens de payer leurs impôts en Bitcoin. En outre, elle exclut les bitcoins de l'impôt sur les plus-values,,. Le 7 septembre 2021, le Bitcoin devient officiellement une monnaie légale au Salvador. Le Fonds monétaire international (FMI) a cependant mis en garde le gouvernement salvadorien contre les risques du Bitcoin : « Compte tenu de la haute volatilité du Bitcoin, son utilisation en tant que monnaie officielle engendre des risques importants pour la protection du consommateur, pour l’intégrité du système financier et pour la stabilité financière ». En novembre 2021, le gouvernement de Bukele annonce la création à venir d'une Bitcoin City, qui constituerait une zone économique spéciale avec des avantages fiscaux pour les investisseurs.

## Culture
La culture du Salvador comprend les traditions et les coutumes ancestrales des cultures pré-hispaniques ayant fusionné avec les coutumes espagnoles.

### Cuisine

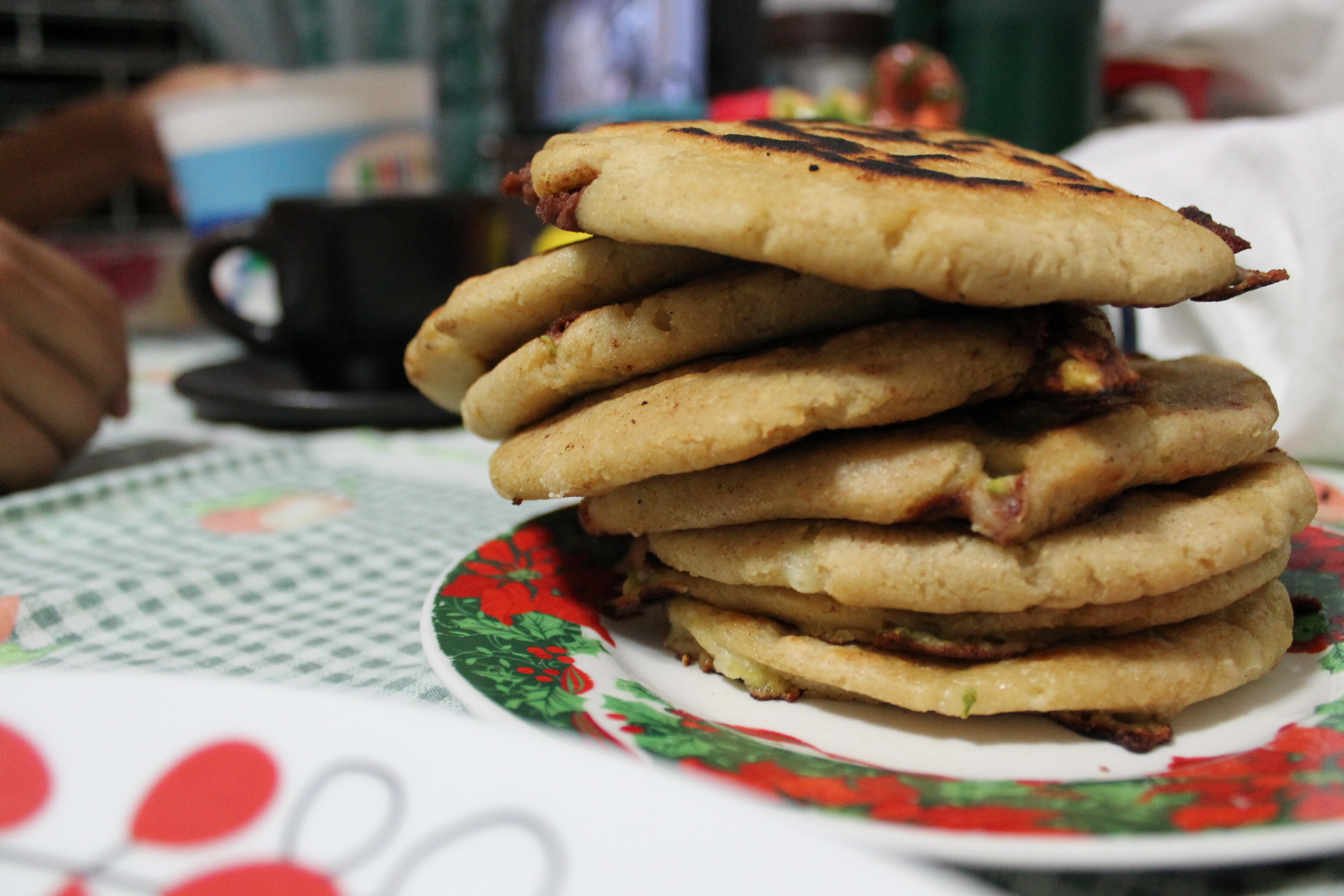
Des pupusas.

La cuisine salvadorienne, issue d'un métissage entre le cuisine espagnole et celles des peuples mayas, lencas et pipils, fait souvent appel à des ingrédients comme le maïs, les haricots, le riz, le poulet, le bœuf, le porc, les fruits de mer, les animaux sauvages, les produits laitiers et plusieurs fruits et légumes. Au niveau des boissons, le café est très consommé.
Le pupusa, un type de pain plat fourré de haricots, viande, fromage ou légumes, est considéré comme le plat national du pays.

### Musique
L'instrument national du Salvador est le marimba et le sport national, le football.
| Date           | Nom                           |
| -------------- | ----------------------------- |
| 1er janvier    | Jour de l'an                  |
| 16 janvier     | Signature des Accords de Paix |
| 8 mars         | Jour de la Femme              |
| Mars/avril     | Pâques                        |
| 1er mai        | Fête du Travail               |
| 3 mai          | Fête de la Croix              |
| 10 mai         | Fête des Mères                |
| 17 juin        | Fête des Pères                |
| 22 juin        | Fêtes des professeurs         |
| 4, 5 et 6 août | Fêtes d'août                  |
| 15 septembre   | Jour de l'indépendance        |
| 1er octobre    | Jour national de l'enfant     |
| 12 octobre     | Jour de la Race               |
| 2 novembre     | Toussaint                     |
| 25 décembre    | Noël                          |

### Peinture
Plusieurs artistes peintres salvadoriens ont acquis une réputation internationale : Antonio Bonilla (es), Benjamin Canas, Carlos Cañas, Bernabé (Bernardo) Crespin, Dagoberto Nolasco, Francisco Reyes et Rolando Reyes.

## Santé
En 2015, l'espérance de vie est d'environ 69 ans pour les hommes et de 78 pour les femmes; l'espérance de vie en bonne santé est inférieure de 10 ans à l'espérance de vie générale, et ce pour les deux sexes.
En 2008, l'espérance de vie au pays est de 71,4 ans (66,7 pour les hommes et 76,02 pour les femmes). En 2005, le taux de fertilité est de 3,16 enfants par femme, alors qu'en 2000, le taux d'émigration est de 4,02 sur 1 000 habitants.
Sous la pression de l’Église catholique, les lois sur l’avortement au Salvador font partie, depuis 1997, des plus restrictives au monde. Même les viols ou autres complications médicales ne sont plus valables aux yeux de la loi : les femmes dans cette position sont, dans tous les cas, déclarées coupables d'homicide volontaire. Depuis octobre 2016, un projet de légalisation partielle de l’avortement est à l'étude (en cas de viol ou de danger pour la vie de la mère) mais est bloqué par les partis de droite.
Le Salvador détient le record de féminicides en Amérique latine en 2011, avec 13,9 femmes assassinées pour 100 000 habitants ; en 2016, ce taux est tombé à 5,8.

## Environnement

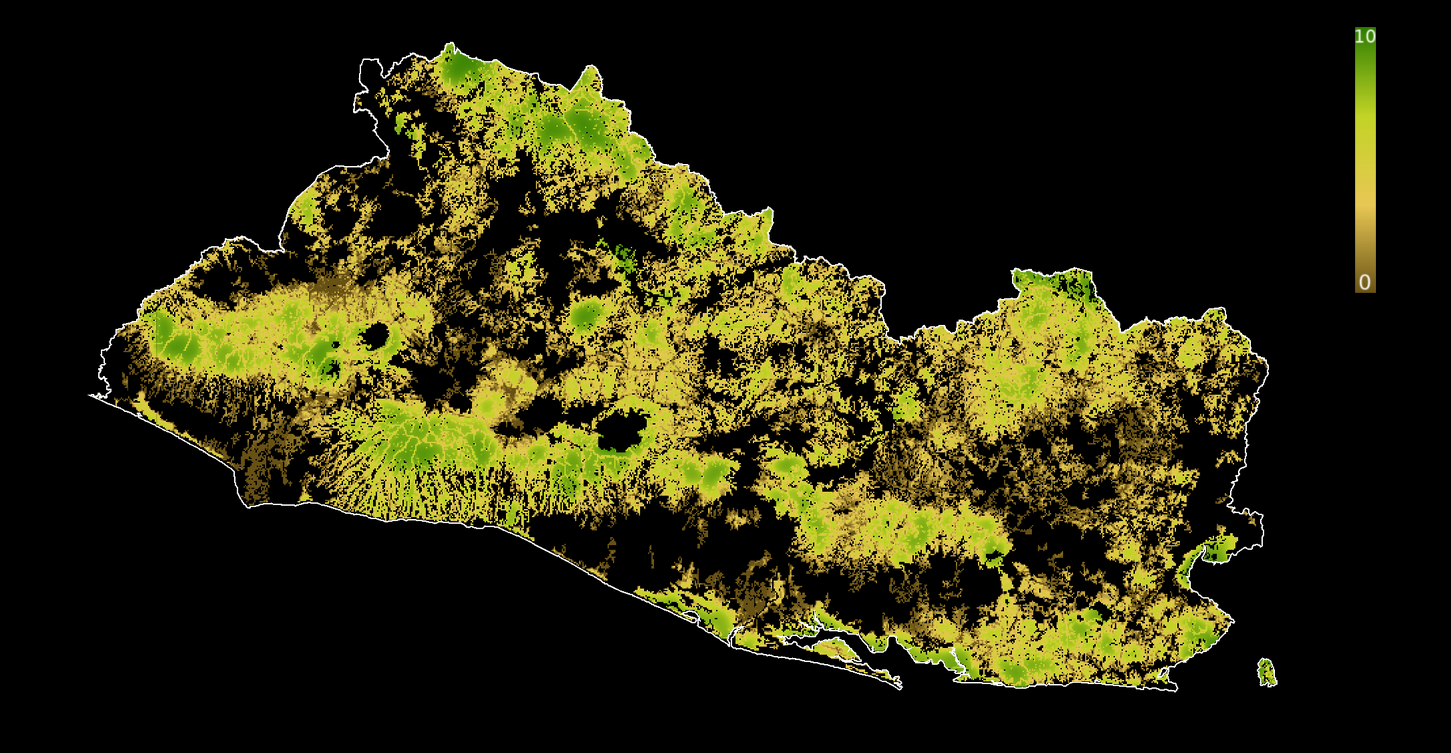
En 2019, Le Salvador avait un score moyen de l'indice d'intégrité du paysage forestier de 4,05, le classant 136e sur 172 pays.

Le Salvador est confronté à une situation écologique alarmante. Selon un rapport du Bureau du procureur pour la défense des droits humains de 2016, 89 % des cours d’eau sont pollués, 600 000 familles en milieu rural n’ont pas accès à l’eau potable, et dans 80 ans la disponibilité d’eau par habitant pourrait se réduire de 83 %, rendant le pays invivable. La déforestation, combinée à la passivité des milieux politiques devant le développement d'un système économique non viable pour l’environnement, constituerait la cause principale de cette situation.
L'arrivée au pouvoir du Front Farabundo Martí de libération nationale (FMLN) en 2009 favorise certains progrès environnementaux. La répression du mouvement écologiste, en vertu d'une législation antiterroriste adoptée en 2004, cesse. Le nouveau ministre de l’Environnement et des Ressources naturelles présente un projet de loi inspiré des diverses propositions des organisations écologistes. En 2012, l’Assemblée approuve un projet de loi pour réformer la constitution, afin de reconnaître la nourriture et l’eau comme des droits humains.
Le 27 avril 2017, le Salvador devient le premier pays au monde à interdire les mines de métaux sur son territoire, pour des raisons d’environnement et de santé publique. Cette évolution est rendue possible par l'arrivée au pouvoir du FMLN (toutefois minoritaire au Parlement), de la mobilisation des organisations sociales (dont plusieurs meneurs ont été assassinés) et de l’Église catholique. Plusieurs pays, en particulier les Philippines et le Nicaragua, envisagent de s'inspirer de ce choix.

## Galerie

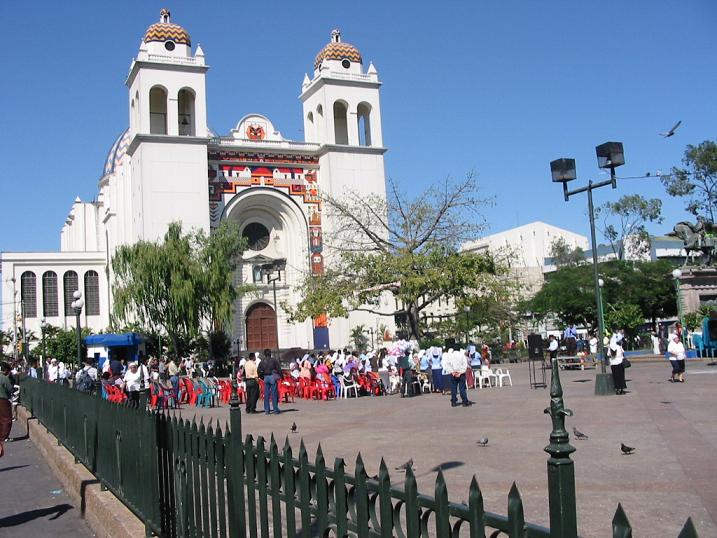
Cathédrale métropolitaine.
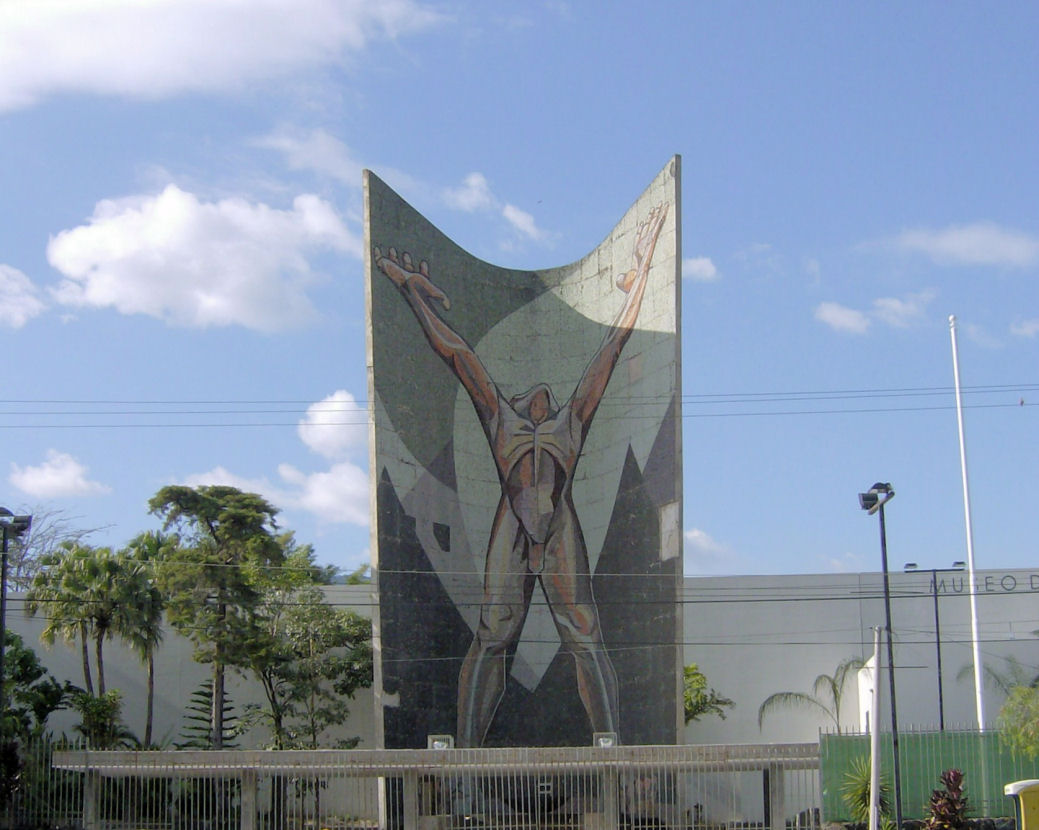
Monument à la Révolution.
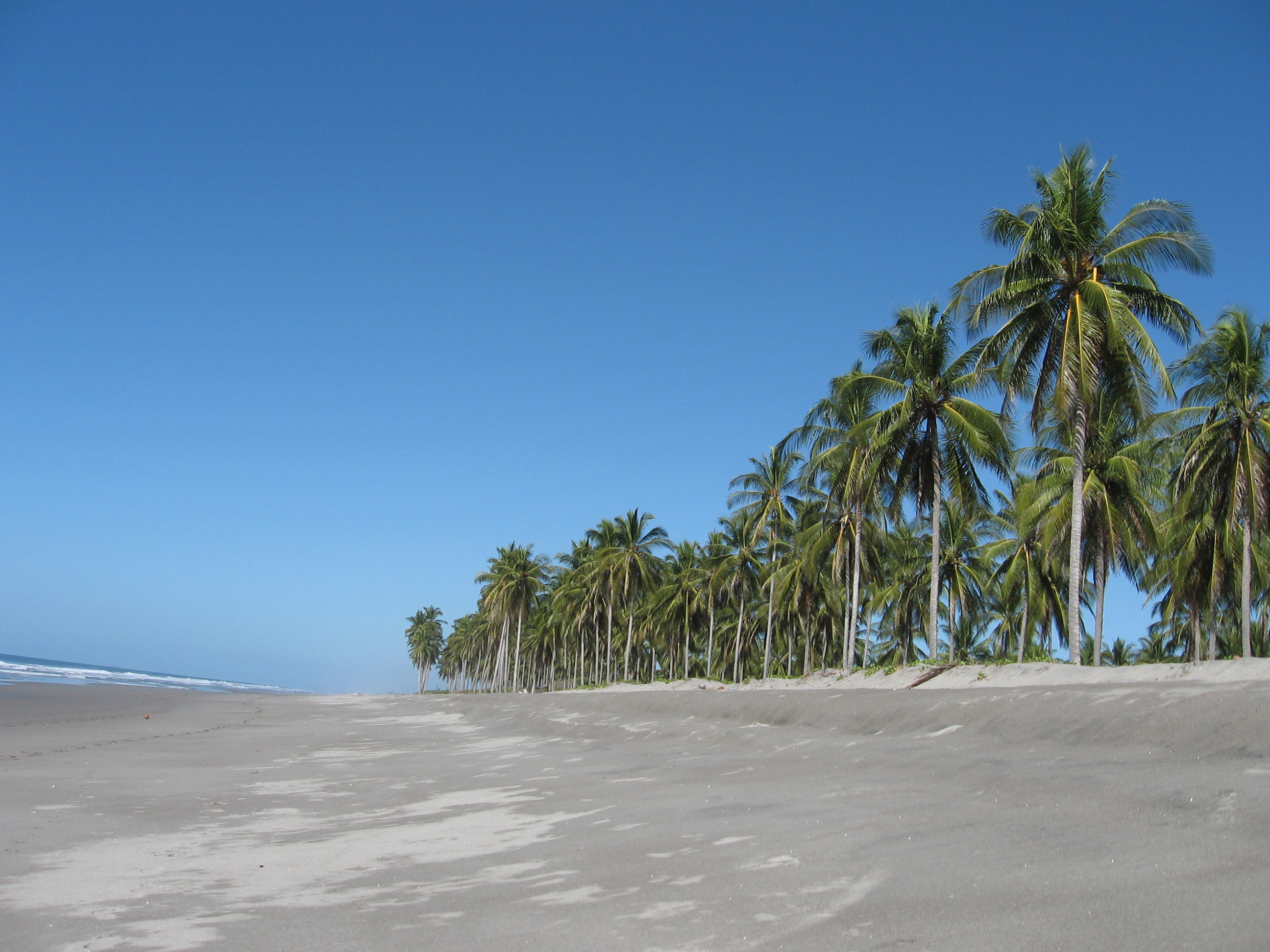
Plage à Corral de Mulas, Usulután.